# Robert Froriep
Robert Friedrich Froriep (ur. 2 lutego 1804 w Jenie, zm. 15 czerwca 1861 w Weimarze) – niemiecki anatom.
Studiował na Uniwersytecie w Bonn, w 1828 został doktorem medycyny. W 1831 został privatdozentem w Berlinie, gdzie został mianowany profesorem nadzwyczajnym anatomii chirurgicznej. W latach 1833-1846 był prosektorem i konserwatorem w muzeum patologicznym szpitala Charité. Jego uczniem i następcą był Rudolf Virchow. Wykładał także rysunek anatomiczny na Akademii Sztuk Pięknych. Wykonywał oryginalne rysunki do własnych prac. 

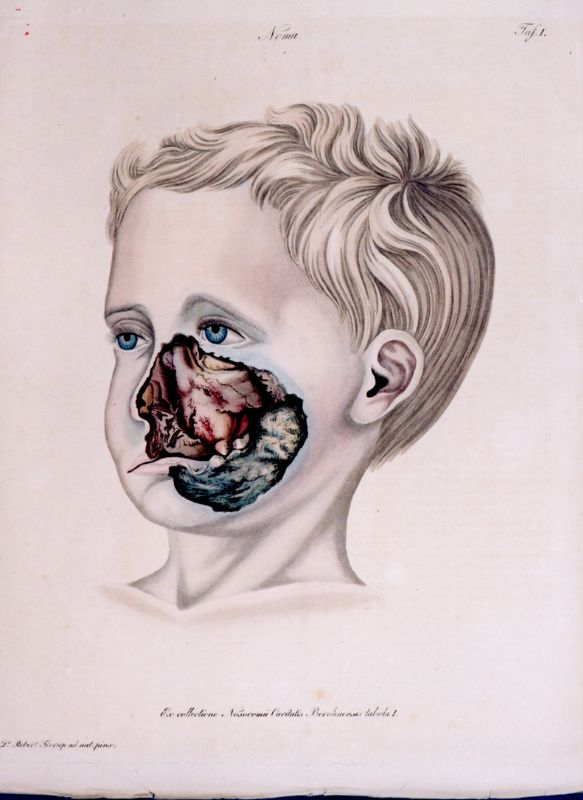
Rycina z 1836 autorstwa Roberta Froriep'a przedstawiająca nomę

Jego synem był August Froriep (1849-1917), również lekarz.

## Dzieła
- Klinische Kupfertafeln, Weimar 1828-1837.
- Chirurgische Anatomie der Ligaturstellen (Anatomia chirurgica locorum c. h. ligandis arteriis peridoneorum). Weimar 1830.
- Die Symptome der asiatischen Cholera, Weimar 1832.
- Pathologisch-anatomische Abbildungen aus der Sammlung der Königlichen Charité-Heilanstalt zu Berlin. Weimar 1834.
- Bemerkungen über den Einfluss der Schulen auf die Gesundheit. Berlin, 1836.
- Beobachtungen über die Heilwirkung der Elektricität : bei Anwendung des magnetoelectrischen Apparates. Weimar, 1843.
- Die Charakteristik des Kopfes nach dem Entwicklungsgesetze desselben. Berlin, 1845.
- Icon synoptica arteriarum corp. hum. in uno sceleto conjunctim descriptorum. Jena 1850.
- Icon synoptica nervorum etc. Jena 1850.
- Roberti Froriepi Atlas anatomicus partium corporis humani per strata dispositarum imagines : in tabulis XXX ab Augusto Andorffo delineatas ferroque incisas exhibens. Weimar, 1851.
- Memoranda der speciellen Anatomie des Menschen. Weimar 1854.
- Die Rettung der Cretinen. Bonn 1857.
- Die Pferderacen. Weimar 1852.